# Геррі Гей (плавець)
Геррі Гей (англ. Harry Hay, 1 січня 1893 — 30 березня 1952) — австралійський плавець.
Призер Олімпійських Ігор 1920 року.